# Championnat de Suisse de hockey sur glace 1949-1950
Saison précédente Saison suivante
La saison 1949-1950 est la 41e saison du championnat de Suisse de hockey sur glace.

## Ligue nationale A

### Première phase

#### Groupe 1
| Clt   | Équipe             | PJ | V | D | N | BP | BC | Diff | Pts |
| ----- | ------------------ | -- | - | - | - | -- | -- | ---- | --- |
| +001, | Zürcher SC (T)     | 6  | 5 | 1 | 0 | 40 | 18 | +22  | 10  |
| +002, | Lausanne HC        | 6  | 3 | 2 | 1 | 18 | 11 | +7   | 7   |
| +003, | HC Bâle-Rotweiss   | 6  | 3 | 3 | 0 | 18 | 28 | -10  | 6   |
| +004, | Young Sprinters HC | 6  | 0 | 5 | 1 | 10 | 29 | -19  | 1   |

- En gras : qualifié pour la poule finale
- En italique : en tour de relégation

#### Groupe 2
| Clt   | Équipe                  | PJ | V | D | N | BP | BC | Diff | Pts |
| ----- | ----------------------- | -- | - | - | - | -- | -- | ---- | --- |
| +001, | HC Arosa                | 6  | 5 | 1 | 0 | 58 | 27 | +31  | 10  |
| +002, | HC Davos                | 6  | 5 | 1 | 0 | 50 | 23 | +27  | 10  |
| +003, | CP Berne                | 6  | 1 | 5 | 0 | 30 | 39 | -9   | 2   |
| +004, | Grasshopper Club Zurich | 6  | 1 | 5 | 0 | 18 | 67 | -49  | 2   |

- En gras : qualifié pour la poule finale
- En italique : en tour de relégation

### Poule finale
| Clt   | Équipe         | PJ | V | D | N | BP | BC | Diff | Pts |
| ----- | -------------- | -- | - | - | - | -- | -- | ---- | --- |
| +001, | HC Davos       | 6  | 4 | 1 | 1 | 25 | 19 | +6   | 9   |
| +002, | Lausanne HC    | 6  | 3 | 3 | 0 | 21 | 19 | +2   | 6   |
| +003, | Zürcher SC (T) | 6  | 2 | 3 | 1 | 17 | 24 | -7   | 5   |
| +004, | HC Arosa       | 6  | 2 | 4 | 0 | 30 | 31 | -1   | 4   |

- En gras : champion de Suisse

Davos remporte le 21e titre de son histoire.

### Tour de relégation
| Clt   | Équipe                  | PJ | V | D | N | BP | BC | Diff | Pts |
| ----- | ----------------------- | -- | - | - | - | -- | -- | ---- | --- |
| +001, | HC Bâle-Rotweiss        | 6  | 4 | 1 | 1 | 35 | 17 | +18  | 9   |
| +002, | CP Berne                | 6  | 2 | 3 | 1 | 25 | 25 | +0   | 5   |
| +003, | Young Sprinters HC      | 6  | 2 | 3 | 1 | 23 | 28 | -5   | 5   |
| +004, | Grasshopper Club Zurich | 6  | 2 | 3 | 1 | 29 | 42 | -13  | 5   |

- En italique : en barrage de promotion/relégation LNA/LNB

### Barrage de promotion/relégation LNA/LNB
Grasshopper Club Zurich - HC Ambrì-Piotta 3-2
GC se maintient en LNA et Ambrì-Piotta reste en LNB.

## Ligue nationale B

### Groupe ouest
| Clt   | Équipe               | PJ | V | D | N | BP | BC | Diff | Pts |
| ----- | -------------------- | -- | - | - | - | -- | -- | ---- | --- |
| +001, | HC Bâle-Rotweiss II  | 6  | 3 | 1 | 2 | 36 | 27 | +9   | 8   |
|       | HC Viège             | 6  | 3 | 1 | 2 | 24 | 19 | +5   | 8   |
| +003, | EHC Kloten           | 5  | 2 | 2 | 1 | 25 | 20 | +5   | 5   |
| +004, | HC La Chaux-de-Fonds | 5  | 0 | 4 | 1 | 18 | 37 | -19  | 1   |

- En italique : en barrage de maintien en LNB

Barrage pour la 1re place disputée à Berne :
- HC Bâle-Rotweiss II - HC Viège 4-1

### Groupe est
| Clt   | Équipe              | PJ | V | D | N | BP | BC | Diff | Pts |
| ----- | ------------------- | -- | - | - | - | -- | -- | ---- | --- |
| +001, | HC Ambrì-Piotta (T) | 6  | 5 | 1 | 0 | 34 | 14 | +20  | 10  |
| +002, | HC Coire            | 6  | 3 | 3 | 0 | 30 | 27 | +3   | 6   |
| +003, | Zürcher SC II (P)   | 6  | 3 | 3 | 0 | 17 | 19 | -2   | 6   |
| +004, | EHC Thalwil         | 6  | 1 | 5 | 0 | 15 | 36 | -21  | 2   |

- En gras : qualifié pour la finale de LNB
- En italique : en barrage de maintien en LNB

### Finale
- HC Ambrì-Piotta - HC Bâle-Rotweiss II 9-1
- HC Bâle-Rotweiss II - HC Ambrì-Piotta 2-11

Ambrì-Piotta se qualifie pour le barrage de promotion/relégation LNA/LNB.

### Barrage de maintien en LNB
- EHC Thalwil - HC La Chaux-de-Fonds 4-3
- HC La Chaux-de-Fonds - EHC Thalwil 2-12

Thalwil se maintient en LNB, alors que La Chaux-de-Fonds doit affronter le HC Saint-Moritz en barrage de promotion/relégation LNB/Série A.

### Barrage de promotion/relégation LNB/Série A
Il se joue le 26 février 1950, à Neuchâtel :
- HC La Chaux-de-Fonds - HC Saint-Moritz 0-0 a. p.

La LNB étant élargie à dix équipes la saison suivante, le club neuchâtelois se maintient, alors que les Grisons et le EHC Rot-Blau Bern (de) sont promus.